# Greenacres
Greenacres – census-designated place w Kern County, w Kalifornii (Stany Zjednoczone), na wysokości 116 m. Greenacres został założony w 1930 roku.